# Achille Forti
Israele Achille Italo Forti (Verona, 28 de Novembro de 1878 — Verona, 11 de Fevereiro de 1937) foi um botânico e mecenas italiano.

## Biografia
Ele nasceu em Verona no palácio Emilei em 28 de novembro de 1878 filho de Arrigo e Giulietta Forti, cidadãos veroneses. Depois de completar seus estudos clássicos em Verona, Achille Forti matriculou-se na Universidade de Pádua e em 1900 se formou em Ciências Naturais. Dedicou toda a sua vida aos estudos e realizou inúmeras viagens de investigação que o levaram aos Balcãs, Marrocos, Argélia, Espanha, Turquia e Norte da Europa. Em seu palácio, ele organizou um laboratório moderno e uma rica biblioteca.
Seu principal campo de interesse era botânica e, em particular, algologia, uma disciplina na qual se tornou um dos maiores especialistas europeus. Entre suas numerosas publicações, lembramos a entrada "Algas" na Enciclopédia Treccani. Achille Forti foi membro das mais prestigiosas academias nacionais e estrangeiras, como o Instituto de Ciências, Letras e Artes do Veneto, a Academia de Ciências de Turim (desde 27 de maio de 1828), a Sociedade Geográfica e Botânica Italiana e de Berlim e ele obteve prêmios científicos e prêmios.
Além dos interesses científicos, também tinha uma grande paixão pelas artes, especialmente pela escultura e pintura, das quais era um amante apurado. De 1920 é um de seus volumes de maior sucesso, Estudos sobre a flora da pintura clássica veronesa, em que combinou arte e ciência analisando 91 obras de 25 artistas diferentes, que apresentou do ponto de vista da crítica botânica e artística.
Achille Forti distinguiu-se não só pelos estudos e interesses, mas também pela participação na vida pública de Verona, que o viu como conselheiro e membro das Comissões da Biblioteca, dos Museus de Arte e do Museu de Ciências Naturais, o que aumentou os ativos. Instituiu prêmios e fundações escolares entre as quais, de particular importância, estão as dedicadas aos pais no Instituto Veneto de Ciências, Letras e Artes, e o Prêmio Attilio Spazzi para a Escola de Arte aplicada às indústrias de Verona. Foi amigo dos pintores Alfredo Savini, Ettore Beraldini e Giuseppe Zancolli.
Morreu em sua cidade natal em 11 de fevereiro de 1937, aos 59 anos, deixando o município de Verona como herdeiro universal do seu conspícuo patrimônio, destinado a obras sociais e humanitárias. O Palazzo Emilei Forti, onde residiu, foi por seu testamento transformado na sede da Galeria de Arte Moderna, na cidade onde foi exposta boa parte das obras que deixou de presente ao Município. Em dezembro de 1938, o Palazzo forti abriu suas portas ao público pela primeira vez.
Determinado a contribuir para o embelezamento e decoração de sua cidade, Achille Forti deixou grande parte de seu patrimônio também para a restauração do Palazzo della Ragione que, a partir de abril de 2014, reabriu, tornando-se a nova sede da Galeria de Arte Moderna Achille Forti, enquanto o AMO Arena Museo Opera, o primeiro museu do mundo dedicado à ópera, foi estabelecido no Palazzo Forti.
 

Achille Forti está sepultado no túmulo da família no Cemitério Judaico de Verona. O monumento funerário, que traz os medalhões com efígies sua e da mãe, é obra do escultor Carlo Spazzi (1925).